# Pegomya glabra
Pegomya glabra este o specie de muște din genul Pegomya, familia Anthomyiidae. A fost descrisă pentru prima dată de Stein în anul 1920. Conform Catalogue of Life specia Pegomya glabra nu are subspecii cunoscute.